# Linden (wieś)
Linden – wieś w Stanach Zjednoczonych, w stanie Wisconsin, w hrabstwie Iowa.